# Caja de las palabras mágicas
Caja de las palabras mágicas es un proyecto de animación a la lectura y escritura. Creado y coordinado por Carmen Ramos. 
Las claves determinantes de este proyecto son la creatividad y el juego, a las que se les suman la imaginación  y los diferentes lenguajes.
Es una labor de investigación marcada por estilos didácticos activos  y participativos.
El cuento es la esencia de la experiencia y las consignas, los dispositivos que la ponen en marcha. Se inició en 1990, presente en internet desde 2000 fecha desde la que se va enriqueciendo con la participación de profesores y alumnos de habla hispana, desde la educación infantil en adelante.

## Objetivos
- Despertar el torrente imaginativo del niño haciéndole crear sus propias historias.
- Descubrir el goce de la lectura y escritura a partir de los juegos.
- Crear nuevas técnicas de animación a la lectura.

## Premios
- XII Concurso de Experiencias Escolares de la editorial Santillana en 1995.
- XIII Concurso de Investigación Educativa "Joaquín Guichot y Antonio Domínguez". Junta de Andalucía. en 1999.